# A Szlovák Nemzet Memoranduma

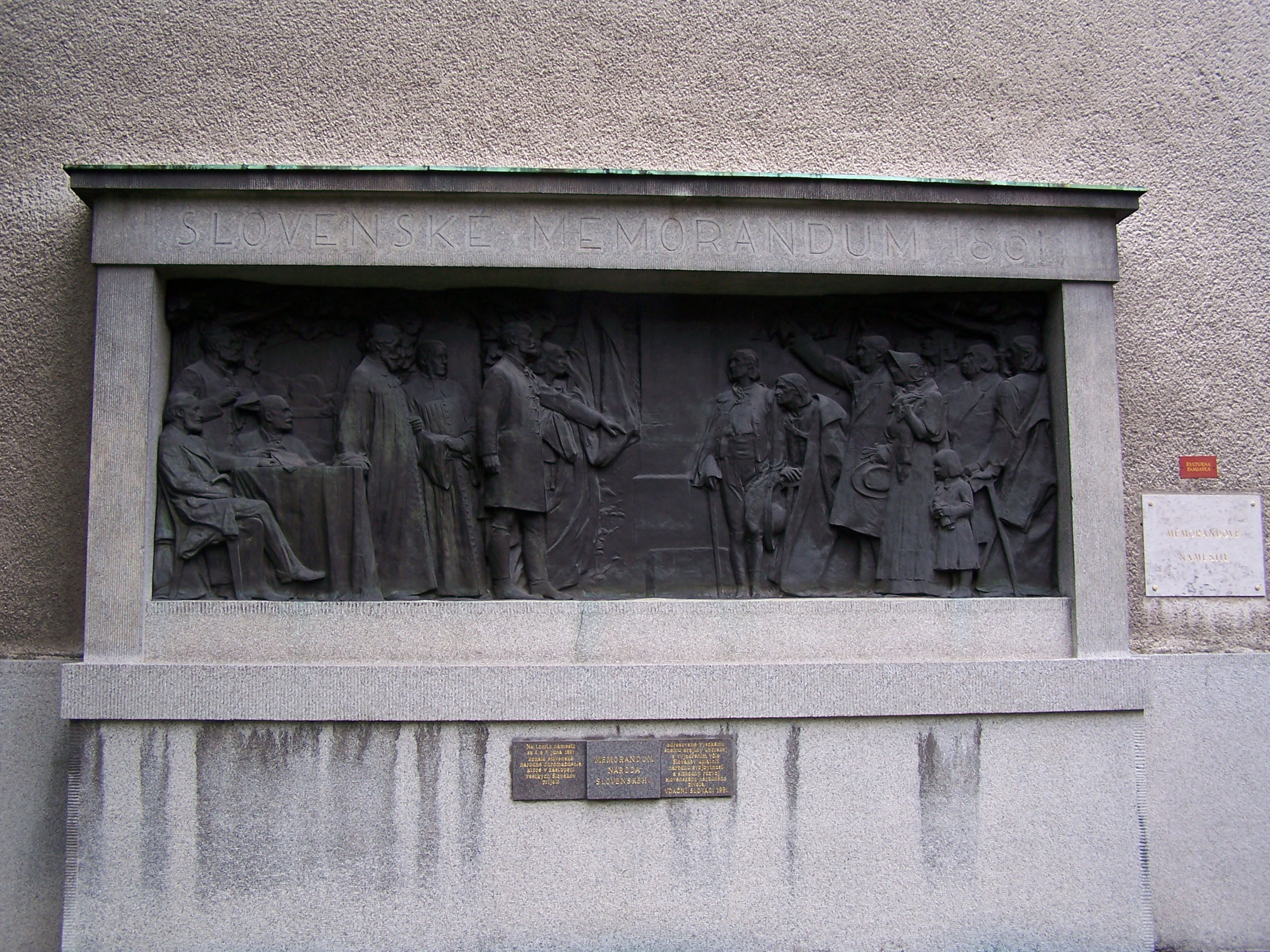
Emlékmű Turócszentmártonban

1861. június 6-án Turócszentmártonban egy össznemzeti tanácskozás ült össze, ahol elfogadták az ún. Szlovák Nemzet Memorandumát.

## Történelem
A Habsburg birodalom külügyi sikertelenségei a belső feszültségek felerősödését hozták. Az ún. Schmerling-provizórium előtt és alatt fogadta el Ferenc József az októberi diplomát (1860) és a februári pátenst (1861), amelyek azonban a magyarok ellenállásán elbukva (lásd az 1861-es országgyűlést) zsákutcának bizonyultak. Deák Ferenc húsvéti cikke után azonban megindulhattak a tárgyalások, melyek az 1866-ban elszenvedett vereséget követően az osztrák-magyar és a magyar–horvát kiegyezéshez vezettek.
Ezen politikai eseményeket a szlovák nemzetiség is növekvő figyelemmel kísérte. Az önállósulási törekvésekben ők sem maradhattak le. Andrej Ľudovít Radlinský aláírásokat gyűjtött a szlovák nyelv hivatali használatára, Jozef Miloslav Hurban pedig kidolgozta a Szlovák Nemzet Memorandumát. Ebben újból vissza kívántak térni az 1848-as követeléseikhez, amelyek a Felvidék Magyar Királyságból való kiválását is magukban foglalták volna. Ezen szlovák érdekeket a birodalmi tanácsban Josip Juraj Strossmayer zágrábi püspök képviselte. A szlovák nyelv használatát 1860 júliusában a király 23 vármegyében engedélyezte, azonban a rendelet nem lépett érvénybe.
A szlovákság készült az 1861-es országgyűlésbe való választásokra is. 1861-ben Daxner István Márk kiadta a „Hlas zo Slovenska" programot, melyben a szlovák nemzet politikai elismerését követelte. Mivel azonban a kor e követeléseket nem teljesítette, a szlovákság egy része elidegenedett az államtól. 1861 márciusában indult el a Pešťbudínske vedomosti politikai lap, amely a hivatalok visszatartása miatt a választási kampányról már lemaradt. Kiadója Francisci János volt. Mivel a választásokon a szlovák képviselők alulmaradtak, a memorandumot nem sikerült az országgyűlés elé terjeszteniük.
A szlovákság ezért Turócszentmártonra 1861. június 6–7-én nemzeti összejövetelt szervezett. Az összegyűlt kb. 5000 fős tömeg előtt azután felolvasták a politikai programot, melyet nagy lelkesedéssel elfogadtak. Ezt a programot nevezik a Szlovák Nemzet Memorandumának. Ez az addigi követelések összefoglalását (a szlovák nemzet politikai elismerése, a Felvidék különállása, szlovák hivatali és iskolai tanítási nyelv elfogadása) jelentette. A memorandumot egy szlovák küldöttség az országgyűlés elé vitte, azonban ez csupán memorandumellenes szervezkedést eredményezett.
Az augusztusban feloszlatott országgyűlés után az uralkodó a szlovák érdekeket csupán a magyarok kijátszására használta fel. Az előterjesztett átdolgozott memorandumot, amely már a külön országgyűlés tervezetét is magában foglalta, valójában nem fogadta el. A szlovák politikai célok így megvalósíthatatlanná váltak, alternatíva azonban nem mutatkozott, ezért a vezetők között is szakadás következett be. Az ún. memorandisták, akik kitartottak a program mellett, vezetője Daxner maradt, míg a magyarpártiak akik a magyarországi körülményekhez (politikához) való alkalmazkodást hirdették Ján Palárik lett. A magyarokkal való megegyezés azonban szintén nem vezetett eredményre. A helyzet hasonló volt a ruszin kisebbség körében is. A királypártiak önállósulási törekvései itt sem találkoztak a főként görögkatolikus papok által vezetett magyarokkal való megegyezési politikával.